# Paratrixa takanoi
Paratrixa takanoi là một loài ruồi trong họ Tachinidae.